# 巴西华人
巴西华人或巴西华裔（葡萄牙語：Sino-brasileiro或Chinês-brasileiro）是出生在巴西或者移民到巴西的華人，总数估计约为151,649人。
位於圣保罗的巴西华人总数最大，在自由区的华人尤为多。自由区因为居有大量的日本人而闻名，但是定居在那里的臺湾人也不少，另外，随着国共内战，许多中国大陆人移民來到自由区。定居巴西的还有來自香港及澳門、使用葡萄牙語的廣東人，當中包括中葡混血澳门人。这些澳门移民通常都能夠使用葡萄牙语（亦講澳门土生葡语）。今日的巴西华人通常都能夠並用漢语及葡萄牙語。

## 著名人士
- 方向光（葡萄牙語：Chen Kong Fang）：（1931年－2012年），华裔巴西艺术家。
- Sou Kit Gom：画家。
- 毕志达：商人，南美洲最大的面粉厂“太平磨坊”（Moinho Pacifico）公司总裁，卢拉·达·席尔瓦总统的早期支持者。
- Anthony Wong：小儿科传染病医师。
- 威廉巫（葡萄牙語：William Woo）：（1968年11月27日－），政治家。
- 张智尧：（1975年5月8日－），华裔巴西演员，台湾和中国大陆的电视连续剧流行明星。
- Anderson Lau（葡萄牙語：Anderson Lau）：（1979年9月28日－），华裔巴西演演员。
- 桂林 （ 又名桂霖 ）：（1993年10月1日－），奥运会乒乓球运动员。生於中國廣西南寧，已入籍巴西。
- 吳憶樺：（1995年7月12日－），擁有中華民國與巴西雙重國籍，幼年居住高雄縣茄萣鄉，曾因父母雙方家族爭奪監護權一事，引起跨國婚姻衍生兒女監護權的話題，其境遇與古巴男童伊利安·岡薩雷斯頗為類似，常被媒體相提並論。
- 冯波：（1980年－），商人，曾供职于中兴通讯巴西子公司高级管理层，后定居巴西，现为华人著名实业家，经营进出口贸易、巴西电子商务、巴西中国商报等业务，在中国和巴西具有广泛影响力。[2][3][4]